# Schwen Hans Jensen

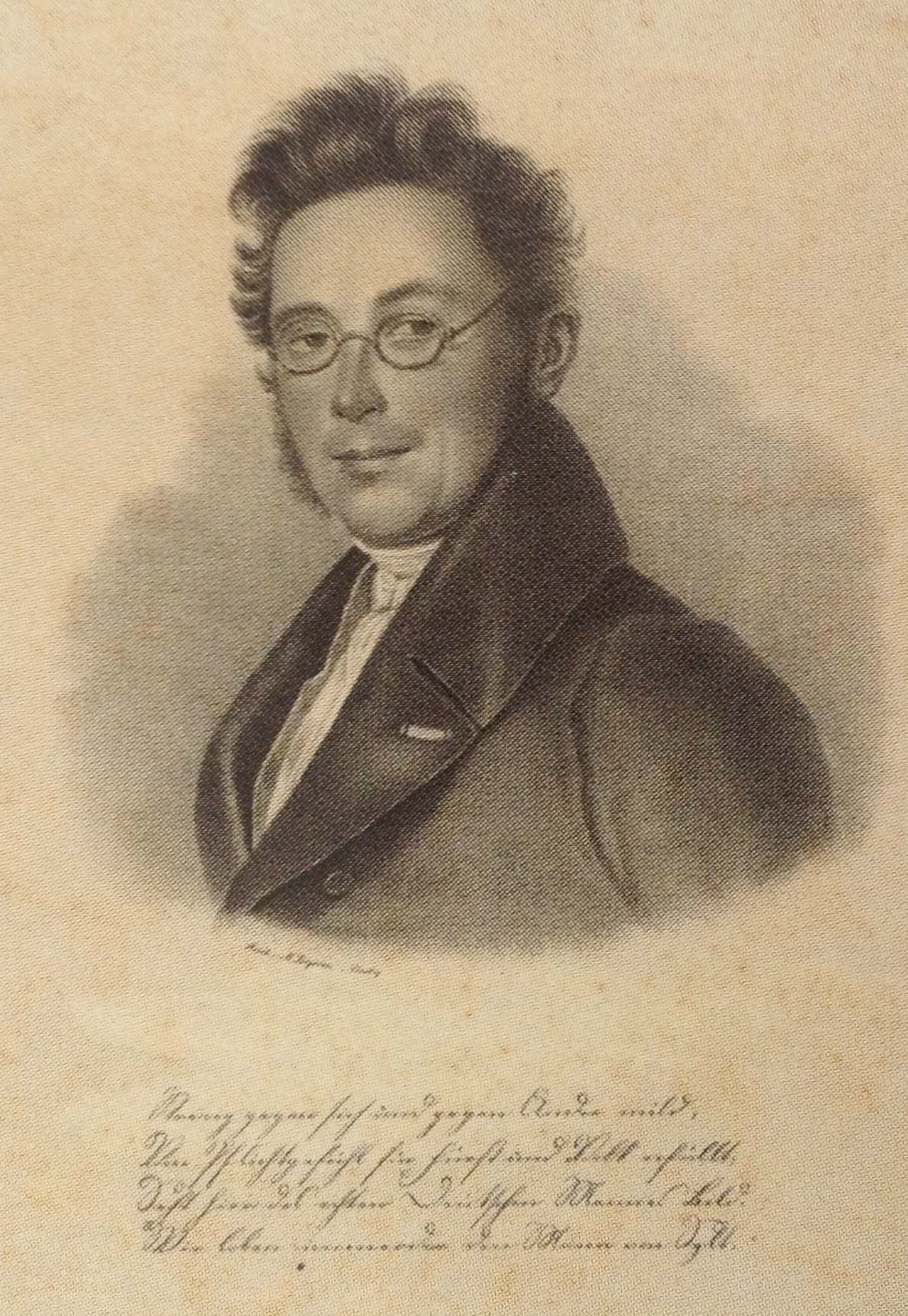
Schwen Hans Jensen

Schwen Hans Jensen, auch Schwenn Hans Jensen, Sven Hans Jensen und Svenn Hans Jensen (* 1. Dezember 1795 in Keitum auf Sylt; † 6. März 1855 in Tinnum auf Sylt) war ein deutscher Seemann, später Jurist, deutsch/dänischer Beamter, Finanzexperte, Bürgermeister von Kiel, Schleswig-Holsteinischer Politiker und Landvogt auf der Insel Sylt.

## Leben
Schwen Hans Jensen war der Vater des Schriftstellers Wilhelm Jensen (1837–1911) und ein Urgroßvater des Schriftstellers und Dichters Hans Heyck. Mit zehn Jahren verlor er seinen Vater, der als Schiffskapitän auf der westindische Insel Saint Thomas, die damals zu Dänemark gehörte, am Gelbfieber starb. Jensen zeigte sich begabt und erhielt neben der üblichen Volksschulausbildung Privat-Unterricht in Latein und Griechisch. Mit 19 Jahren ging er zur See und machte bis 1820 eine komplette Seemannsausbildung bis zum Steuermann durch.
Auf Rat seines Sylter Freundes Uwe Jens Lornsen (1793–1838) studierte er ab 1820 Mathematik, Physik, Geschichte, Philologie, Philosophie und Jurisprudenz an den Universitäten Kiel, Bonn und Göttingen. Nach ausgezeichnet bestandenem juristischen Examen begann er eine hervorragende Karriere bei der schleswig-holsteinisch-lauenburgerischen Kanzlei in Kopenhagen, bei der bis zum Komptoirchef aufstieg. Er war maßgeblich beteiligt an der Ausarbeitung einer neuen Zollgesetzgebung für die Herzogtümer Schleswig und Holstein.
1834 wurde Jensen vom dänischen König zum Bürgermeister von Kiel ernannt, trat dieses Amt jedoch erst 1837 an, um die Fertigstellung des neuen Zollgesetzes sicherzustellen. Als Bürgermeister von Kiel machte sich Jensen verdient durch die Einführung eines Finanzhaushaltes, eines (umstrittenen) verbesserten Katasters, und vor allem durch die Planung einer Eisenbahn von Altona nach Kiel, der ersten Eisenbahn im dänischen Gesamtstaat überhaupt.
Aus Gesundheitsgründen zog sich Jensen 1844 auf seinen Besitz auf der Insel Sylt zurück, wurde jedoch von der dänischen Regierung zum Landvogt von Sylt ernannt, ein Amt, das er bis 1854 innehatte.
1848 wählte ihn die Stadt Kiel zum Abgeordneten bei der kurzlebigen schleswig-holsteinischen Ständeversammlung. Jensen war für ein knappes Jahr Finanzminister. Er war für Finanzen, Domänen, Forsten, Post, Handel und Schifffahrt verantwortlich. 1849 kehrte er nach Sylt in sein altes Amt zurück und starb in Tinnum am 6. März 1855.
Jensen wurde 1832 Justiz- und 1835 Etatsrat, 1836 Ritter des Dannebrog-Ordens.